# 尾囊草属
尾囊草属（学名：Urophysa）是毛茛科下的一个属，为多年生草本植物。该属共有距瓣尾囊草（Urophysa rockii）和尾囊草（Urophysa henryi）两种，分布于中国西部。

## 下属物种
本属包括以下物种：
- 尾囊草 Urophysa henryi (Oliv.) Ulbr.
- 距瓣尾囊草 Urophysa rockii Ulbr.